# Димко Крепиев
Димко Петров Крепиев с псевдоними Д. Кр. и Хун (изписване до 1945 година: Димко Петровъ Крѣпиевъ) е български учител и революционер, деец на Вътрешната македоно-одринска революционна организация.

## Биография
Крепиев е роден в 1882 година във Велес, в Османската империя, днес Северна Македония. Внук е на бореца за българска църковна независимост Гьошо Крепиев. Работи като учител и е дългогодишен ръководител на революционното дело във Велешко. В 1906 година е делегат на Скопския окръжен конгрес на ВМОРО. В 1917 година подписва Мемоара на българи от Македония от 27 декември 1917 година.
В 1941 година е избран в местното настоятелство на Илинденска организация. В края на 1944 година Крепиев е арестуван и на 15 януари 1945 година е зверски заклан заедно с братовчед си Лазар Крепиев и още 53 души в околностите на Велес от сърбокомунистическите власти по време на Велешкото клане.